# 樟树乡 (衡阳县)
樟树乡，是中华人民共和国湖南省衡陽市衡阳县下辖的一个乡镇级行政单位。

## 行政区划
樟树乡下辖以下地区：
樟树坳社区、利衡社区、樟树村、群益村、龙井村、罗洪村、永寿村、芦冲村、连政村、衡平村和上狮村。